# Могильницкий, Вадим Анатольевич
Вади́м Анато́льевич Могильни́цкий (21 сентября 1935, Одесса — 3 декабря 2012, Челябинск) — преподаватель математики, музыковед, переводчик, поэт. Автор первой биографии Святослава Рихтера на русском языке. Сестра — Могильницкая Галина Анатольевна, украинский педагог, публицист и поэтесса.
Вадим Могильницкий родился в городе Одессе, в семье учителей-математиков Анатолия Александровича Могильницкого и Аси Ивановны Цвинтарной. Закончил механико-математический факультет Одесского университета. С 1965 года жил в Челябинске, преподавал математику в Челябинском Политехническом Институте (в настоящее время Южно-Уральский Государственный Университет).
Вадим Могильницкий является автором двух книг о Святославе Рихтере: «Рихтер» (первая биография на русском языке, 2000) и «Рихтер-ансамблист» (2012). Также Вадим Могильницкий — автор перевода книги В.Дулембы «Шопен», биографии Шопена, с польского языка (2001).
Вадим Могильницкий — автор около двухсот стихотворений на русском и украинском языках. В 2015 году издан сборник избранной лирики Вадима Могильницкого «Бессонные пути».